# Les Haies
Les Haies település Franciaországban, Rhône megyében. Lakosainak száma 739 fő (2022. január 1.). Les Haies Échalas, Trèves, Tupin-et-Semons, Ampuis, Condrieu, Loire-sur-Rhône és Longes községekkel határos.

## Népesség
A település népességének változása:
| Lakosok száma | 804  | 797  | 812  | 785  | 777  | 772  | 773  | 756  | 739  |
|               | 2013 | 2015 | 2016 | 2017 | 2018 | 2019 | 2020 | 2021 | 2022 |